# El Ateneo
El Ateneo, fou un butlletí mensual de l'Ateneu Igualadí de la Classe Obrera, que es va publicar, amb una certa irregularitat, en dos períodes, entre els anys 1885 i 1911. Més endavant, es va publicar en català, L'Ateneu, entre 1911 i 1934 i a partir de 1982.

## El Ateneo(15-7-1885 – 15-8-1899)
Era el portaveu de l'Ateneu Igualadí i diuen en el primer número que la seva finalitat és la mateixa de l'entitat: «protejer el obrero por medio de la instrucción, indispensable factor para que el hombre comprenda y practique sus derechos y sus deberes».
Se'n van publicar 151 números. S'imprimia als tallers de Marian Abadal, amb un format de 27 x 17 cm, i a partir del núm. 114 (gener 1885), de 30 x 20 cm. Tenia entre 4 i 16 pàgines, segons els números. La capçalera i altres elements tipogràfics són modernistes.
El va fundar i dirigir Joan Serra Constansó, que hi signava amb el pseudònim Delfí Rosella. També hi col·laboraven: Josep Aragonès Xelma, Josep Martí Bech, Salvador Sanpere Miquel, J. Vilaseca Mercader, Valentí Gabarró, Rafael Laguna, Jaume Boloix i Canela i Manuel Bosch, entre d'altres.
Comentava les activitats de l'Ateneu: teatre, concerts, exposicions, certàmens científics i literaris, reunions, etc. També hi havia articles sobre temes més generals, narracions, poesies, biografies i alguns treballs històrics.

## El Ateneo, 2a època (1-11-1904 – 1-4-1911)
Portava el subtítol: Revista mensual del Ateneo Igualadino de la Clase Obrera. Se'n van publicar 72 números, que es van imprimir als tallers de la viuda de Marian Abadal, amb el mateix format de l'època anterior.
La capçalera estava formada per un gravat i una part tipogràfica i ocupava dues terceres parts de la pàgina. El gravat volia expressar els dos vessants de l'entitat: el treball i la cultura. El treball estava representat per una figura femenina asseguda i envoltada d'instruments mecànics. La cultura es manifestava en un atleta amb un casc alat que avançava portant la palma de la victòria. Tipogràficament, a la portada s'utilitzen les inicials ornades i les lletres del tipus Grotesca fantasia, molt habituals en la impremta Abadal d'aquesta època.
El director continuava sent Joan Serra Constansó i també hi col·laboraven: Manuel Gomis Sentís, Joan Llansana Bosch, Artur Servitge, Emili Graells Castells, Maria Trulls i Pere Riba Ferrer, entre d'altres.
En aquesta etapa, la presentació és més acurada, però el contingut és molt similar. Així, deien en el primer número: «Seremos amantes decididos de todo cuanto signifique enseñanza, cultura y educación; abogaremos por la instrucción de la clase obrera... no enarbolando el Ateneo ninguna bandera política ni religiosa».

## Localització
- Biblioteca Central d'Igualada. Plaça de Cal Font. Igualada (col·lecció completa i relligada)